# Astragalomancie

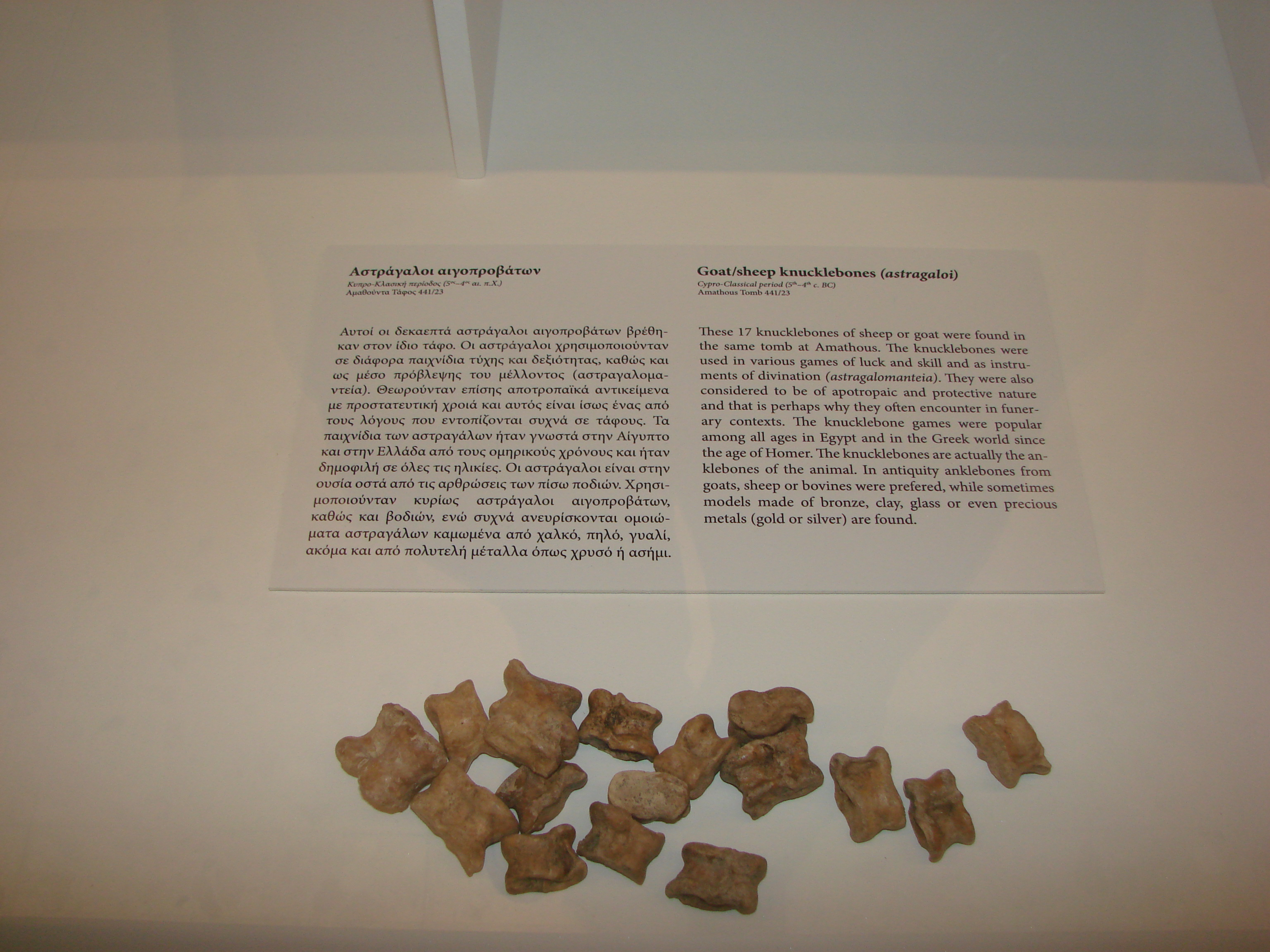
Osselets de chèvre/mouton, IVe/Ve av. J.-C. - Tombe d'Amathus

L'Astragalomancie (du grec astragalos signifiant osselet et mantéia, divination) est un art de la divination par les dés.

## Histoire
Dans l'antiquité et au Moyen Âge, on jetait au hasard des dés ou osselets marqués des lettres de l'alphabet. À partir des lettres que l'on obtenait, on formait une réponse à la question posée. Cette divination est aussi appelée cubomancie.